# Nesophlox evelynae
Nesophlox evelynae là một loài chim trong họ Trochilidae.